# Saint-Pierre-lès-Elbeuf
Saint-Pierre-lès-Elbeuf est une commune française située dans le département de la Seine-Maritime en région Normandie.

## Géographie

### Localisation
Saint-Pierre-lès-Elbeuf est située dans le département de la Seine Maritime, à la frontière du département de l'Eure. 
La commune se situe dans l'aire d'attraction, la zone d'emploi et l'unité urbaine de Rouen et fait partie de l'intercommunalité de la Métropole Rouen Normandie. 
Elle se situe à environ 30km de Rouen, et à une distance orthodromique d'environ 105 km de Paris.  

### Communes limitrophes
Les communes limitrophes sont Caudebec-lès-Elbeuf, Elbeuf, Freneuse, La Haye-Malherbe, Martot, Saint-Aubin-lès-Elbeuf, Saint-Cyr-la-Campagne et Saint-Didier-des-Bois. 

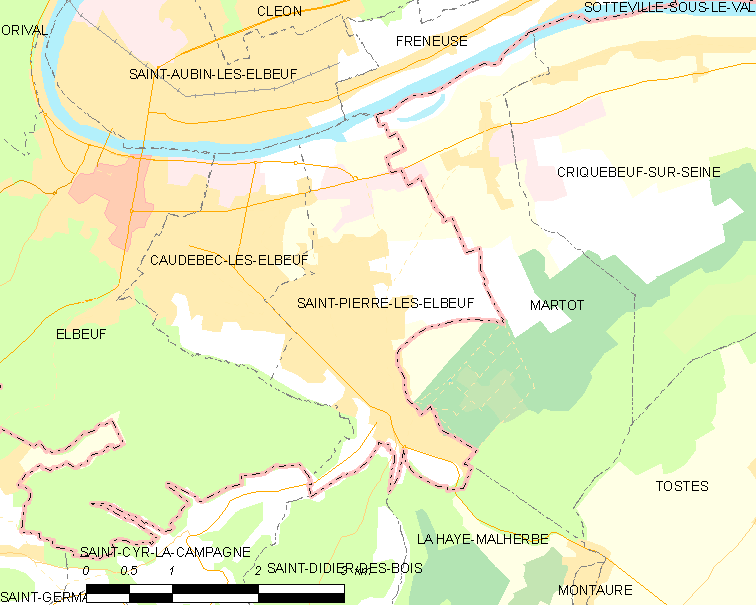
Carte de Saint-Pierre-lès-Elbeuf et des communes limitrophes.

|                     | Saint-Aubin-lès-Elbeuf Seine                          | FreneuseSeine         |
| Caudebec-lès-Elbeuf | Saint-Pierre-lès-Elbeuf                               | Martot Eure           |
| Elbeuf              | Saint-Didier-des-Bois Eure Saint-Cyr-la-Campagne Eure | La Haye-Malherbe Eure |

### Hydrographie
La commune est située dans le bassin Seine-Normandie. Elle est drainée par la Seine, l'Eure, l'Oison et le Grand Ravin,,.
La Seine, qui prend sa source à Source-Seine, en Côte-d'Or, sur le plateau de Langres, traverse le département avec de larges méandres sur son flanc sud et se jette dans la Manche entre Le Havre et Honfleur. 
L'Eure, un canal, chenal et cours d'eau naturel non navigable d'une longueur de 229 km, prend sa source dans la commune de Longny les Villages et se jette  dans la Seine sur la commune, après avoir traversé 91 communes. 
L'Oison, d'une longueur de 16 km, prend sa source dans la commune d'Amfreville-Saint-Amand et se jette  dans la Seine sur la commune, après avoir traversé neuf communes. 

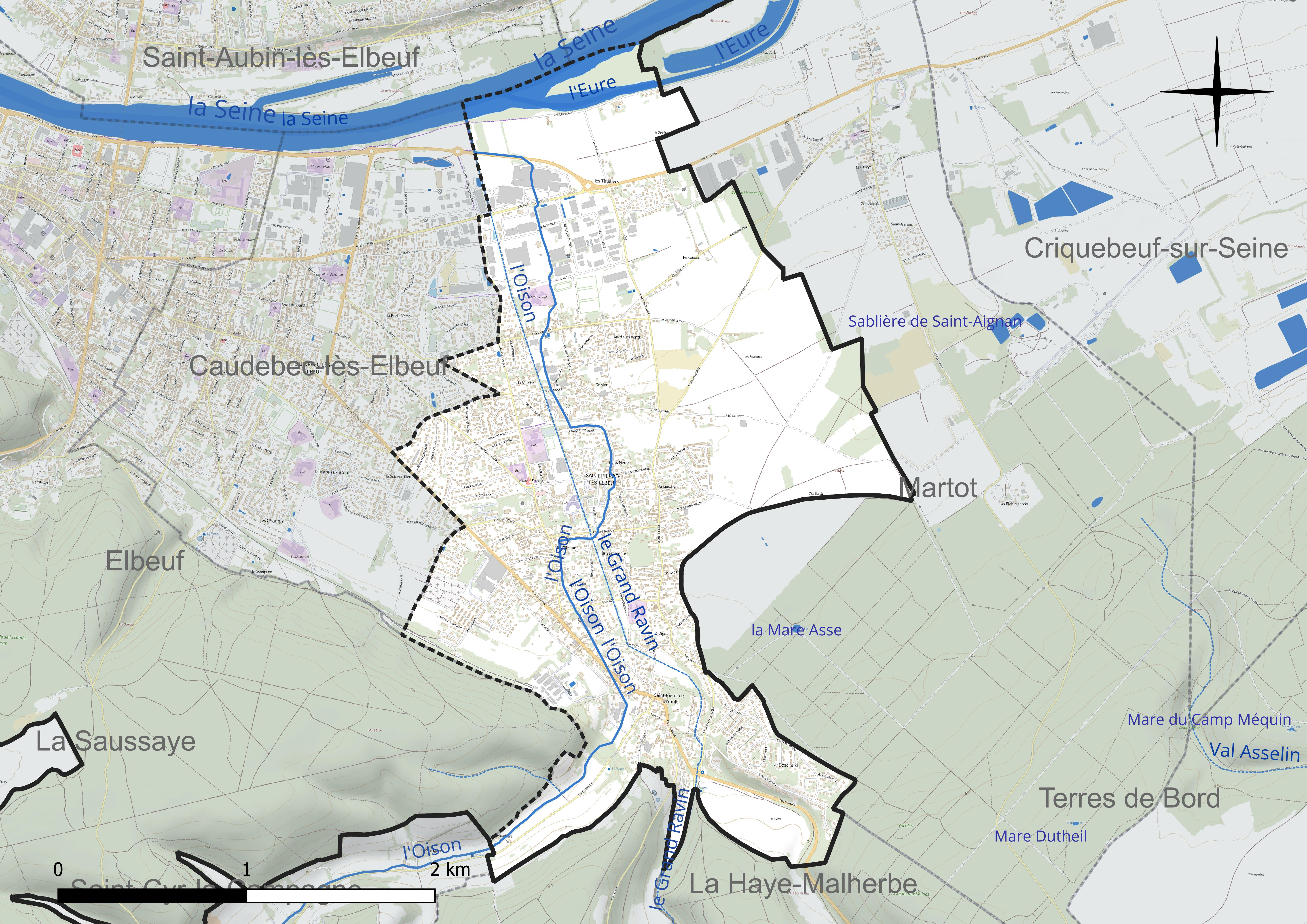
Réseau hydrographique de Saint-Pierre-lès-Elbeuf.

### Climat
Pour des articles plus généraux, voir Climat de la Normandie et Climat de la Seine-Maritime.
En 2010, le climat de la commune est de type climat océanique dégradé des plaines du Centre et du Nord, selon une étude du CNRS s'appuyant sur une série de données couvrant la période 1971-2000. En 2020, Météo-France publie une typologie des climats de la France métropolitaine dans laquelle la commune est exposée à un climat océanique et est dans la région climatique Côtes de la Manche orientale, caractérisée par un faible ensoleillement (1 550 h/an) ; forte humidité de l’air (plus de 20 h/jour avec humidité relative > 80 % en hiver), vents forts fréquents. Parallèlement le GIEC normand, un groupe régional d’experts sur le climat, différencie quant à lui, dans une étude de 2020, trois grands types de climats pour la région Normandie, nuancés à une échelle plus fine par les facteurs géographiques locaux. La commune est, selon ce zonage, exposée à un « climat des plateaux abrités », correspondant aux plaines agricoles de l’Eure, avec une pluviométrie beaucoup plus faible que dans la plaine de Caen en raison du double effet d’abri provoqué par les collines du Bocage normand et par celles qui s’étendent sur un axe du Pays d'Auge au Perche.
Pour la période 1971-2000, la température annuelle moyenne est de 11 °C, avec une amplitude thermique annuelle de 13,7 °C. Le cumul annuel moyen de précipitations est de 763 mm, avec 11,8 jours de précipitations en janvier et 7,9 jours en juillet. Pour la période 1991-2020, la température moyenne annuelle observée sur la station météorologique la plus proche, située sur la commune de Louviers à 11 km à vol d'oiseau, est de 11,8 °C et le cumul annuel moyen de précipitations est de 719,5 mm,. Pour l'avenir, les paramètres climatiques de la commune estimés pour 2050 selon différents scénarios d’émission de gaz à effet de serre sont consultables sur un site dédié publié par Météo-France en novembre 2022.

## Urbanisme

### Typologie
Au 1er janvier 2024, Saint-Pierre-lès-Elbeuf est catégorisée centre urbain intermédiaire, selon la nouvelle grille communale de densité à sept niveaux définie par l'Insee en 2022.
Elle appartient à l'unité urbaine de Rouen, une agglomération inter-départementale regroupant 50  communes, dont elle est une commune de la banlieue,,. Par ailleurs la commune fait partie de l'aire d'attraction de Rouen, dont elle est une commune de la couronne,. Cette aire, qui regroupe 317 communes, est catégorisée dans les aires de 200 000 à moins de 700 000 habitants,.

### Occupation des sols
L'occupation des sols de la commune, telle qu'elle ressort de la base de données européenne d’occupation biophysique des sols Corine Land Cover (CLC), est marquée par l'importance des territoires artificialisés (51 % en 2018), en augmentation par rapport à 1990 (46,8 %). La répartition détaillée en 2018 est la suivante : 
zones urbanisées (42,8 %), zones agricoles hétérogènes (20,2 %), terres arables (17,2 %), prairies (9 %), zones industrielles ou commerciales et réseaux de communication (8,3 %), forêts (1,6 %), eaux continentales (0,9 %). L'évolution de l’occupation des sols de la commune et de ses infrastructures peut être observée sur les différentes représentations cartographiques du territoire : la carte de Cassini (XVIIIe siècle), la carte d'état-major (1820-1866) et les cartes ou photos aériennes de l'IGN pour la période actuelle (1950 à aujourd'hui).

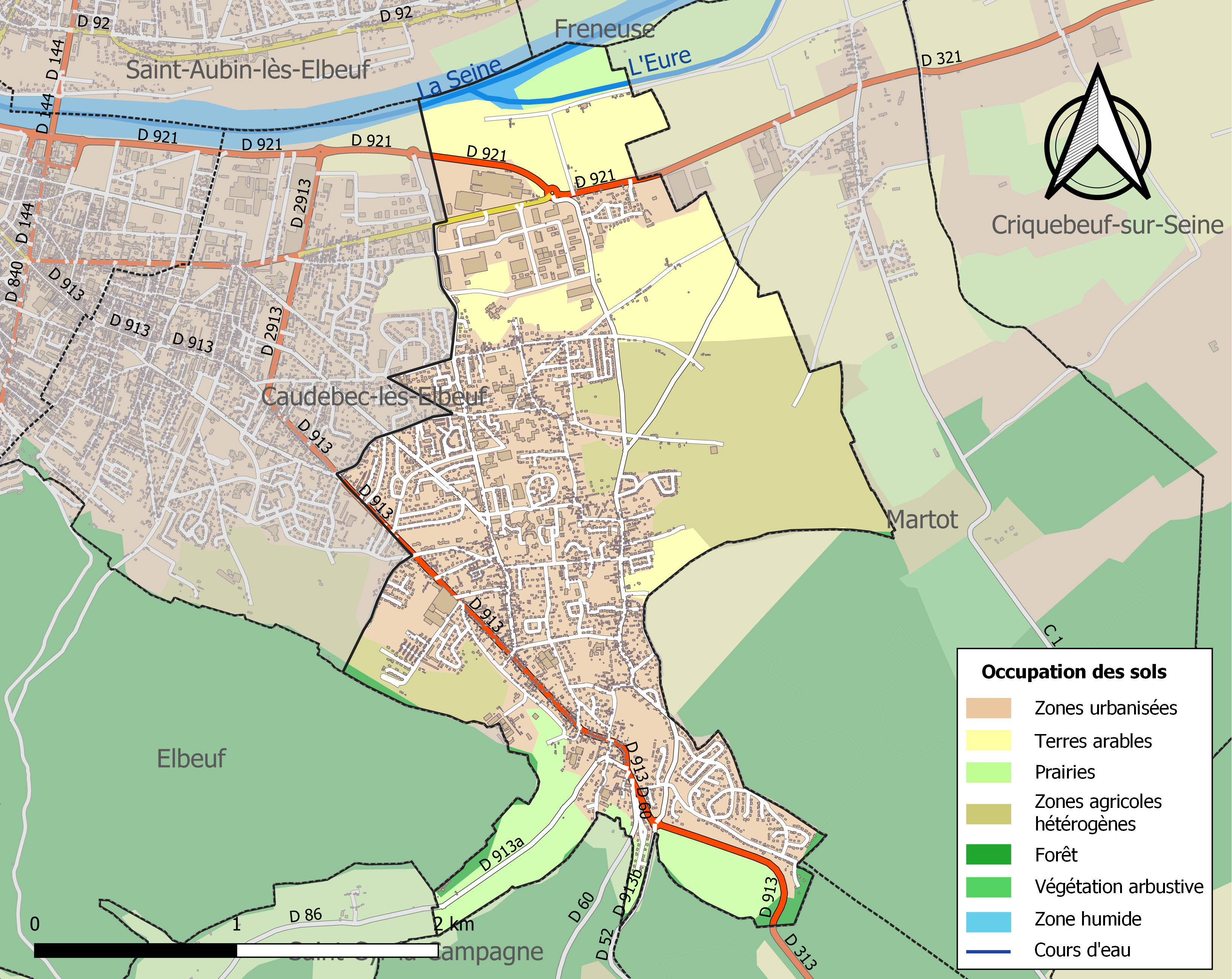
Carte des infrastructures et de l'occupation des sols de la commune en 2018 (CLC).

## Toponymie
Commune constituée en 1837 par la fusion de Saint-Pierre-Lieroult (Sanctus Petrus Lierros en 1240), commune détachée du département de l'Eure, et d'un quartier de Caudebec-les-Elbeuf.
L'hagiotoponyme Saint-Pierre fait référence à Pierre (apôtre).
Le déterminant complémentaire lès-Elbeuf signifie « à côté d'Elbeuf ». En effet, l'ancien français lez / lès veut dire « à côté de » du latin lătus (cf. latitude).

## Histoire
La ville de Saint-Pierre-lès-Elbeuf a la particularité d’accueillir sur son territoire un site archéologique riche, ce qui est dû à des conditions de conservation favorables des dépôts lœssiques du Pléistocène. De ce fait, ce site est largement étudié par les quaternaristes et a été classé afin d’être préservé.
L’étude du site a permis de découvrir des traces de peuplement humain attribuées à l’Homme de Néandertal, datant de 410 000 à 350 000 ans avant J.-C., à la confluence de la Seine et de l’Oison. De plus, les recherches ont mis en évidence des traces d’occupations successives de la zone par des groupes humains, s’étalant de l’Acheuléen jusqu’au Néolithique. Il a également été découvert, sur le territoire de la commune, la plus longue séquence d’occupation humaine actuellement connue en Normandie.
Près de 3 400 objets en pierre datant de l’Acheuléen ont été découverts au cours des fouilles, laissant penser qu’il s’agissait d’une zone de production et d’utilisation d’outils en pierre. 
La commune de Saint-Pierre-lès-Elbeuf est née en 1857 à la suite d'un décret napoléonien fusionnant une partie de la commune de Caudebec-lès-Elbeuf (avec les hameaux ou lieux-dits de Puits-Mérot, de la Haline, du Diguet, de la Bretèque, de Griolet et de la Villette) avec la commune de Saint-Pierre-Liéroult . 
Historiquement, Saint-Pierre-du-Lieroult (ancienne forme : S. Petrus de Lerruto ou Saint-Pierre-de-Lierron) était une commune du département de l’Eure, rattachée au canton de Pont-de-l’Arche et au diocèse d’Évreux, avant d’être intégrée à la Seine-Inférieure (aujourd’hui Seine-Maritime) en 1837.
À la fin du XIXᵉ siècle, la ville de Saint-Pierre-lès-Elbeuf voit se construire une cité ouvrière sur son territoire, visant à accueillir une quarantaine de ménages d’ouvriers de la filature Blin, car Elbeuf, déjà trop densément peuplée, ne pouvait accueillir un tel complexe.
À la suite des travaux d’études de l'architecture et de l’environnement de la commune menés par Michel Démares (professeur au collège Jacques-Émile Blanche) et ses élèves, il a été mis en évidence la présence de nombreux puits. Cela vaut à Saint-Pierre-lès-Elbeuf le surnom de "La ville aux cent margelles".

## Politique et administration

### Tendances politiques et résultats

#### Élections municipales
Depuis les années 70, tous les maires élus sont de tendance socialiste. 
En 1977, c'est le tête de liste socialiste, Henri Baekelandt, qui est élu maire.
Dès 1978, Henri Baekelandt démissionne. Et le conseil municipal élit maire, l'élu socialiste, Claude Vochelet.
Il occupe cette fonction pendant 27 ans, étant réélu successivement en 1983,1989, 1995, et 2001. En 2005, il démissionne à son tour et désigne Patrice Désanglois, élu de la majorité, comme son successeur auprès du conseil municipal, qui le désigne comme maire.
En 2008, la liste menée par Patrice Désanglois remporte les élections, avec 71,4% des suffrages exprimés. Le taux d'abstention s'élève à 38,88%. Ce scrutin voit s'opposer deux listes, celle PS du maire sortant et une liste Divers gauche.
En 2014, Patrice Désanglois est réélu maire sans opposition, étant le seul candidat à conduire une liste. L’abstention atteint alors 54,61 %.

Lors du premier tour des élections municipales de 2020, la liste du maire sortant, Patrice Désanglois (PS), est battue par celle de son ancienne 1ère adjointe Nadia Mezrar (DVG) — qui avait démissionné de ce mandat en 2019  en raison de désaccords avec le maire. Celle-ci ayant obtenue 53.41% des suffrages. Ces élections s'étant déroulé dans le contexte particulier de la COVID-19, le taux d'abstention s'élève à 57,01%. 

### Jumelage
- Rieti,  Italie

## Démographie
L'évolution du nombre d'habitants est connue à travers les recensements de la population effectués dans la commune depuis 1793. Pour les communes de moins de 10 000 habitants, une enquête de recensement portant sur toute la population est réalisée tous les cinq ans, les populations de référence des années intermédiaires étant quant à elles estimées par interpolation ou extrapolation. Pour la commune, le premier recensement exhaustif entrant dans le cadre du nouveau dispositif a été réalisé en 2007.

En 2022, la commune comptait 8 295 habitants, en évolution de +0,84 % par rapport à 2016 (Seine-Maritime : +0,35 %, France hors Mayotte : +2,11 %).
| 1793 | 1800 | 1806 | 1821 | 1831 | 1836 | 1841 | 1846 | 1851 |
| ---- | ---- | ---- | ---- | ---- | ---- | ---- | ---- | ---- |
| 82   | 96   | 112  | 150  | 198  | 224  | 193  | 217  | 229  |

| 1856 | 1861  | 1866  | 1872  | 1876  | 1881  | 1886  | 1891  | 1896  |
| ---- | ----- | ----- | ----- | ----- | ----- | ----- | ----- | ----- |
| 207  | 3 238 | 3 701 | 3 864 | 3 869 | 4 104 | 3 899 | 3 667 | 3 417 |

| 1901  | 1906  | 1911  | 1921  | 1926  | 1931  | 1936  | 1946  | 1954  |
| ----- | ----- | ----- | ----- | ----- | ----- | ----- | ----- | ----- |
| 3 292 | 3 243 | 2 977 | 3 027 | 3 067 | 3 004 | 2 937 | 3 171 | 3 368 |

| 1962  | 1968  | 1975  | 1982  | 1990  | 1999  | 2006  | 2007  | 2012  |
| ----- | ----- | ----- | ----- | ----- | ----- | ----- | ----- | ----- |
| 3 601 | 4 456 | 6 449 | 7 994 | 8 411 | 8 417 | 8 339 | 8 332 | 8 338 |

| 2017  | 2022  | - | - | - | - | - | - | - |
| ----- | ----- | - | - | - | - | - | - | - |
| 8 202 | 8 295 | - | - | - | - | - | - | - |

## Culture locale et patrimoine

### Lieux et monuments
- Un puits, dans la cour du château du Parc[41], est  Inscrit MH (1930)
- L'Association Culture & Loisirs de Saint-Pierre-lès-Elbeuf est hébergée dans un ancien pressoir du XVIIe siècle.
- Église Saint-Louis[42].
- Boulodrome Henri-Salvador, plus grand boulodrome couvert d'Europe.

### Personnalités liées à la commune
- Henriette Brunet y est née.
- Sylvie Hoarau y a vécu.
- Hubert Masse y est en partie implanté.

### Héraldique
| Armes de Saint-Pierre-lès-Elbeuf | Les armes de la commune de Saint-Pierre-lès-Elbeuf se blasonnent ainsi : Parti: au 1er de gueules au chêne d'argent, au 2e d'azur à deux clefs d'or passées en sautoir, les pannetons affrontés; le tout sommé d'un chef d'or chargé de trois feuilles de lierre de sinople. |

## Pour approfondir